# Hans Eiler Pedersen
Hans Eiler Pedersen (Skårup, 1890. október 18. – Gentofte, 1971. december 1.) olimpiai ezüstérmes dán tornász.
Az 1912. évi nyári olimpiai játékokon indult tornában és a svéd rendszerű csapat összetettben ezüstérmes lett.
Klubcsapata a Skytterforeningernes Hold volt.